# Bareket
Bareket (hebr. ברקת) – moszaw położony w samorządzie regionu Chewel Modi’in, w Dystrykcie Centralnym, w Izraelu.
Leży na Szefeli w otoczeniu miasta Elad, miejscowości Shoham, oraz moszawów Tirat Jehuda i Giwat Koach. Na zachód od miasteczka znajduje się międzynarodowe lotnisko im. Ben-Guriona. Na wschód od miasteczka znajduje się granica Autonomii Palestyńskiej, strzeżona przez mur bezpieczeństwa.

## Historia
Moszaw został założony w 1952 przez żydowskich imigrantów z Jemenu. Początkowo nazywał się Kfar Halutzim (pol. Wioska Pionierów), potem Tirat Yehuda Bet (od sąsiedniego moszawu Tirat Jehuda) i następnie przyjął obecną nazwę. Nazwa odnosi się do jednego z kamieni efodu arcykapłana.

## Edukacja
W moszawie znajduje się ośrodek edukacji religijnej Chabad of Bareket.

## Kultura i sport
W moszawie jest ośrodek kultury oraz boisko do piłki nożnej.

## Gospodarka
Gospodarka moszawu opiera się na rolnictwie. Przy moszawie powstaje nowa strefa przemysłowa.

## Komunikacja
Na wschód od moszawu przebiega autostrada nr 6, brak jednak możliwości bezpośredniego wjazdu na nią. Z moszawu wyjeżdża się na północny zachód na drogę nr 4613, którą jadąc na wschód dojeżdża się do drogi nr 444 , lub jadąc na południowy zachód dojeżdża się do moszawu Tirat Jehuda i drogi ekspresowej nr 46  (port lotniczy Ben Guriona-Tirat Jehuda). Lokalna droga prowadzi na północ do moszawu Giwat Koach.